# Mondo di cromo
Mondo di cromo es el sexto álbum de estudio como solista del músico argentino Luis Alberto Spinetta y 16.º en el que tiene participación decisiva. Fue grabado entre febrero y mayo de 1983 en los estudios El Cielito y editado por Ratón Finta, que lo lanzó el mismo año.
En este trabajo Spinetta es acompañado en diversos temas por David Lebón (guitarra, bajo y batería), Leo Sujatovich (teclados), Machi Rufino (bajo), Pomo Lorenzo (batería), Gustavo Pires (piano Fender) y Hugo Villarreal (bajo). 
Los temas más destacados del disco son "No te alejes tanto de mí", "Será que la canción llegó hasta el sol" y "Yo quiero ver un tren". El álbum incluye también un tema ("Días de silencio"), interpretado por la formación original de Invisible. En el megarrecital Spinetta y las Bandas Eternas organizado por Luis Alberto Spinetta en 2009 para celebrar sus 40 años en la música, Spinetta interpretó un tema del álbum, "No te alejes tanto de mí", junto al Mono Fontana, Baltasar Comotto y Leo Sujatovich. "Yo quiero ver un tren" fue interpretado en el recital Unplugged de Spinetta en 1997, y editado en el disco que revive la performance.
El disco fue presentado junto al tercer álbum de la banda Spinetta Jade, Bajo Belgrano, el 3 de diciembre de 1983, en el Teatro Coliseo. En 1994, PolyGram Discos S.A. editaría Mondo di cromo en formato CD, bajo el sello Interdisc.

## Contexto
El álbum es grabado entre febrero y mayo de 1983, cuando la Argentina se preparaba para iniciar la campaña política hacia las elecciones generales de 1983, a través de la cual se recuperó la democracia en Argentina. El disco se presentó apenas siete días antes de que asumiera la presidencia Raúl Alfonsín.
En esa coyuntura, Spinetta aparece optimista pero a la vez preocupado, por el choque entre el pasado y el futuro, en un contexto mundial de agudización de la Guerra Fría, riesgo de un holocausto nuclear y exacerbación de la tecnología y el consumismo.
El momento coincide también con una renovación del sonido del rock y su público, así como la incorporación de nuevas tecnologías  digitales tanto para la ejecución como para la grabación de música. Charly García y Pedro Aznar venían incorporando a su sonido una caja de ritmos Roland TR-808. Sujatovich, por su parte, había incorporado un sintetizador Prophet 5, aportando toda una nueva sonoridad y una revolución en el papel de los teclados.

## El álbum

### Título
El nombre del álbum en italiano ("Mondo di cromo") en vez de español ("Mundo de cromo") es asimilable a hábitos lingüísticos típicos del español rioplatense, donde ocasionalmente en el habla popular es normal volcar expresiones coloquiales a esa lengua con fines puramente lúdicos, delatando así la presencia semi-consciente de la herencia italiana en la cultura porteña. No desentona con elementos del ambiente cultural reflejado en la portada del disco (discutidos en la próxima sección).
Con respecto al significado del título, Spinetta explicó que se trata de una metáfora relacionada con el proceso químico de cromación, proceso que él asociaba con la enajenación tecnológica en conflicto con la energía y la frescura que mostraba la juventud:

Yo hace tiempo que vengo con la obsesión de gente que está cromada. Es como si la hubiesen sometido al proceso de cromación, que está provocado por la tecnología, el smog, todas las pálidas, en contraste con la gente que tiene toda la energía para dar que son los jóvenes, que están frescos, que no están cromados y que representan el futuro. Esa comparación, esa relación está dada en el concepto general del disco y en algunas letras. Inclusive hay un instrumental al final del disco que se llama «Tango cromado». Ahora, al ponerle el título, la palabra cromada no entraba con las otras cosas que quería poner. Entonces finalmente decidí ponerle Mondo di Cromo... No sé por qué, la verdad... Me resulta algo con un dejo de humor. Y concuerda con el material, concuerda con la tapa, con todo.
Luis Alberto Spinetta (entrevista de Juan Alberto Badía, en 1983)

En la versión de "Yo quiero ver un tren" interpretada por Spinetta y los Socios del Desierto en Estrelicia MTV Unplugged (1997), Spinetta aclara que el aire al que se refiere la canción, en ese mundo posnuclear, es un "aire de cromo... hiper-ultra contaminado".

### Tapa
El diseño artístico de la carátula del álbum es de Sergio Pérez Fernández y fue realizada por el fotógrafo Hernán Roibon, a partir de un diseño general de Spinetta. Muestra una imagen instantáneamente reconocible de la clase media trabajadora argentina de la época (cuyas costumbres conservadoras eran tanto objeto de sátira, como de nostalgia, para artistas y músicos del período) con el hombre de mediana edad de aspecto trabajador sentado almorzando aparentemente un plato de típicas pastas domingueras ante la usual mesa cubierta con un mantel, el vino y el sifón de soda, con los demás elementos visibles del cuarto completando el cuadro típico, incluyendo la vieja silla y a sus espaldas el antiguo retrato de boda, las cortinas, persianas e incluso la cabeza de pez disecado. Este elemento sin embargo ya levemente distorsionado introduce el aire surrealista de la imagen brindado por la inclusión de elementos extraños a esa escena familiar como el dispositivo moderno irreconocible adherido al cuello del hombre que se conecta un par de auriculares y otro aparato también irreconocible que podría ser un robot cuya forma de animal de cuello largo parece apuntar de manera inquietante hacia el comensal, además de otros elementos perturbadores como un aerosol destapado sobre la mesa junto a la botella y el enorme cuchillo cual machete que esgrime el hombre. La contratapa muestra un deteriorado conventillo de chapa en blanco y negro típico del barrio trabajador italiano de La Boca en el cual puede verse a través de la ventana abierta la misma imagen del hombre comiendo en su casa, completando exteriormente el escenario interno de la portada. El título del álbum en italiano además connotaba en los argentinos de la época el mismo aire de tradición y cotidianeidad porteña reflejado en la tapa, que contrastaba en este caso cómicamente o perturbadoramente con la surrealista intrusión de la tecnología futurista.
Las imágenes representan la presencia simultánea del futuro y el pasado, de costumbres tradicionales mezcladas con alienante tecnología que parecieran coincidir con las obsesiones del momento de Spinetta sobre la "gente que está cromada". Fue realizada en momentos en que la Argentina vivía los momentos previos a la recuperación de la democracia, dejando atrás una dictadura que se caracterizó por la aniquilación del terrorismo de izquierda, previamente decretado por el gobierno Peronista de María Estela Martínez de Perón.

### Contenido
Este disco vuelve al estilo eléctrico que no había tenido en Kamikaze, un álbum netamente acústico; y fue presentado en vivo junto con Bajo Belgrano, disco de la banda Spinetta Jade, editado ese mismo año.
Spinetta cuenta en el libro Spinetta: crónica e iluminaciones, que los demos de las canciones de este disco fueron grabados en la casa de Spinetta con una "máquina de ritmos" que le había prestado Charly García.
La revista Pelo lo consideró, al momento de ser lanzado, como "el disco más logrado que Spinetta produjo en su carrera como solista":

Sereno, un tanto melancólico, irónico a veces e invariablemente lúdico, "Mondo di Cromo" es una obra plena de madurez artística. El disco es por demás parejo y el resultado global más que interesante; sobresalen temas como "Yo quiero ver un tren", el instrumental "Simil Bahión", el sereno "Cuando vuelva del cielo" y "No te alejes tanto de mí", probablemente el punto más alto del disco.

Entrevistado por el diario mendocino Los Andes, cuando falleció Spinetta, el periodista musical Gustavo Obregón, relató su propia vivencia cuando, aún niño, escuchó Mondo di Cromo:

Tenía 11 años, corría el año ’84 y mucho de música no sabía: recién estaba empezando a escuchar. Pero a esa altura ya sentía curiosidad por saber qué hacía Spinetta. En esa época yo vivía en La Consulta, San Carlos, y siempre íbamos con mi primo a una disquería de Tunuyán a que nos grabaran casettes (¡hacíamos 20 km, aunque ahora suene increíble!). El pibe de la disquería me grabó “Mondo di Cromo” (1983) en un casette Sony. Me cuesta explicar todo lo que pasaba por mi cabeza cuando escuchaba en mi pieza esas letras... “Yo quiero ver un tren”, “Cuando vuelva del cielo”, “Días de silencio”. Ese disco ahora lo tengo en vinilo, casette y CD. A partir de ahí me convertí en un fanático total.
Gustavo Obregón

Una de las características del álbum es la considerable presencia de temas instrumentales, cinco de los trece, la mayor proporción de todos los álbumes grabados por Spinetta.

### Los temas

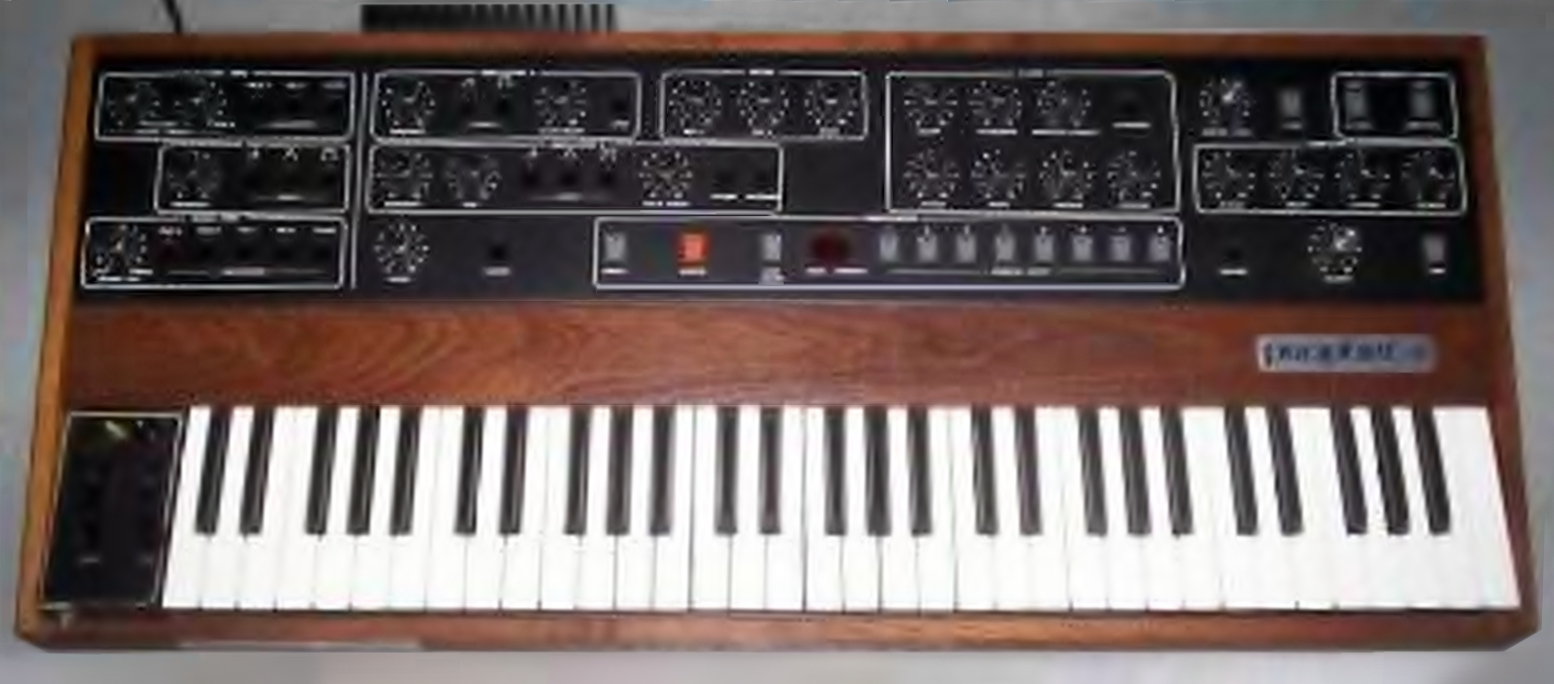
El sintetizador analógico Prophet-5 de SCI. Introducido en Argentina por Sujatovich en 1983. "Paquidermo de luxe", "Lo siente en mi corazón, "Será que la canción llegó hasta el sol" y "Tango cromado" se encuentran entre las primeras canciones argentinas en ser interpretadas con el mismo.

El álbum comienza con un tema instrumental, «Paquidermo de luxe», en el que se destaca Sujatovich con su Prophet 5, una de las primeras composiciones argentinas en utilizar ese sintetizador analógico histórico que revolucionó la música y el papel de los teclados. Participan Spinetta (guitarras y bajo), Sujatovich (Prophet 5) y Pomo (batería). 
El segundo tema «Yo quiero ver un tren», tiene un bello solo de guitarra a cargo de David Lebón. Además de Lebón (quien ejecuta el bajo y la guitarra), a Spinetta también lo acompaña Pomo. La letra es el testimonio de un sobreviviente de un holocausto nuclear ("La neutrónica ya explotó y muy pocos pudimos zafar... ¡ahora el mundo no tiene ni agua!") que en medio de su desesperación, mientras camina por las vías muertas, pide ver un tren, como si se tratara de un extraño objeto artístico de una civilización extinguida. Hay que tener en cuenta que los trenes son parte del paisaje cotidiano en Buenos Aires como medio normal de transporte suburbano y a lo largo y ancho del país como transporte interurbano (si bien en particular en ese último caso su uso ha disminuido desde la época del disco).
El tercer tema es «La rifa del viento», una canción muy lenta sostenido en la guitarra eléctrica con afinación abierta (open tuning). Spinetta es el único intérprete, ejecutando la guitarra y el bajo. La letra está compuesta por una serie de imágenes que al músico le fueron apareciendo siguiendo a los acordes: "la luz te ideó junto a la nieve".
«Herido por vivir» es el cuarto tema, sostenido por un riff de guitarra y bajo, sobre el clima de los teclados. El título de la canción y su súplica de "¡descansa!", refleja tanto el pesimismo como el optimismo presentes todo en el álbum. Los interpretan Spinetta, Sujatovich (Oberheim OB-X) y Pomo.
Le sigue un tema instrumental, «Símil bahión», uno de los temas destacados del álbum, sostenido por el solo de la guitarra eléctrica, en un ritmo inspirado en el baião, ritmo del nordeste brasilero. Participan Spinetta (bajo y guitarra) y Pomo. Spinetta prestaba mucha atención a la música popular brasilera, como evidenciaría al año siguiente al participar del primer recital realizado en Argentina por el notable músico brasilero Ivan Lins, junto con León Gieco y Pedro Aznar, donde el Flaco cantó  la canción "Saliendo de mí", de Lins. El recital fue registrado en un LP titulado Encuentro, lanzado ese mismo año.
«Cuando vuelva del cielo» es el sexto tema y último del lado A. Se trata de un tema de amor en el que Spinetta le dice a su amada lo que va a hacer por ella "cuando vuelva del cielo". El tema juega con el hecho de que el álbum estaba siendo grabado en los Estudios Del Cielito. Se destacan los fraseos de la guitarra de Spinetta en contrapunto con el canto. Fue muy reproducido por la prensa y sus seguidores en oportunidad de la muerte de Spinetta. Participan Lebón en batería y percusión, Machi en bajo y Spinetta en guitarras.
«Lo siento en mi corazón» es un tema de veta humorística en el que Spinetta es rechazado por una chicha joven que lo excita ("¡Hagámoslo ya!"). Se caracteriza por el sonido renovado que le aportan los tres sintetizadores que se usan, en especial los tres acordes que sostienen la canción (La mayor-Do sostenido menor-Si mayor). Participan Spinetta (guitarras) Sujatovich (bajo Multimoog y Prophet V), Gustavo Pires  (piano Fender) y Pomo (batería).
«Será que la canción llegó hasta el sol» es un tema que se volvió clásico en el cancionero spineteano. Originada en una canción de cuna compuesta para sus hijos, se trata de una balada acústica que transmite una sensación de paz y armonía. Spinetta canta acompañado de su propia guitarra acústica y solo al final aparece Sujatovich para cerrar el tema con el sintetizador Prophet 5.
Luego vienen dos temas seguidos tocados por Spinetta con Machi Rufino en bajo y Pomo Lorenzo en batería, es decir la formación original de Invisible, como si se tratara de un sencillo de Invisible, una fugaz reunión de la mítica banda; "Días de silencio" y "El bálsamo".
"Días de silencio" es un tema referido a la dictadura terrorista que comenzaba a retirarse.

Hoy el lobo suelto está,
mira sus ojos brillar,
mira sus ojos brillar
en el desquicio del fuego inocente, inocente.
Y la canción se explica así:
que yo solo escucho tu voz
que yo solo escucho tu voz...

"El bálsamo" es un tema instrumental, limpio, con aire de jazz y sin distorsión, reconstruyendo el estilo que hizo famoso a Invisible. Spinetta, Machi y Pomo no volverían a tocar juntos hasta 26 años después, en el histórico recital de Spinetta y las Bandas Eternas.
«Para Valen» es un amoroso tarareo de Spinetta a su hijo Valentino, por entonces de dos años, que se encontraba gravemente enfermo. Spineta se acompaña con los rasguidos puntuales de su guitarra, los platillos de Pomo generando una atmósfera acuática y silbatos que simulan el canto de los pájaros.
«No te alejes tanto de mí» es un tema sobre los celos. Las voces agudas de Spinetta y Lebón en segunda voz, le dan su característica más visible. Terminó convirtiéndose en hit. Es el único tema de este álbum que  Spinetta seleccionó para tocar en el histórico megarecital Spinetta y las Bandas Eternas de 2009, donde lo ejecutó junto al Mono Fontana, Leo Sujatovich y Baltasar Comotto.
El último tema es "Tango cromado", un instrumental lento en el que la guitarra eléctrica de Spinetta dialoga con el sintetizador Prophet 5 de Sujatovich. El título alude al envejecimiento del tango tradicional.

## Lista de temas
1. «Paquidermo de luxe» (instrumental) - 1:32
- Luis Alberto Spinetta: guitarras y bajo.
- Leo Sujatovich: Prophet 5.
- Pomo Lorenzo: batería.

2. «Yo quiero ver un tren» - 4:03 
- Luis Alberto Spinetta: guitarra, voz y coros.
- David Lebón: bajo, tumbadoras, guitarra solista, coros.
- Pomo Lorenzo: batería, timbaletas.

3. «La rifa del viento» - 2:33
- Luis Alberto Spinetta: guitarra, bajo y voz.

4. «Herido por vivir» - 3:53
- Luis Alberto Spinetta: guitarras y voces.
- Leo Sujatovich: bajos y cuerdas OBX.
- Pomo Lorenzo: batería.

5. «Símil bahión» (instrumental) - 2:53
- Luis Alberto Spinetta: guitarras y bajo.
- Pomo Lorenzo: batería y percusión.

6. «Cuando vuelva del cielo» - 4:31 
- Luis Alberto Spinetta: guitarras y voces.
- Carlos Alberto "Machi" Rufino: bajo.
- David Lebón:  batería y percusión.

7. «Lo siento en mi corazón» - 3:11
- Luis Alberto Spinetta: guitarras y voces.
- Leo Sujatovich: bajo Multimoog y Prophet 5.
- Gustavo Pires: piano Fender.
- Pomo Lorenzo: batería.

8. «Será que la canción llegó hasta el sol» - 3:21
- Luis Alberto Spinetta: guitarras y voces.
- Leo Sujatovich Prophet 5.

9. «Días de silencio» - 3:08 
- Luis Alberto Spinetta: guitarras y voces.
- Carlos Alberto "Machi" Rufino: bajo.
- Pomo Lorenzo: batería.

10. «El bálsamo» (instrumental) - 3:30
- Luis Alberto Spinetta: guitarras.
- Hugo Villareal: bajo.
- Pomo Lorenzo: batería.

11. «Para Valen» (instrumental) - 1:40
- Luis Alberto Spinetta: guitarras, voz y silbatos
- Pomo Lorenzo: platillos voladores

12. «No te alejes tanto de mí» - 3:29
- Luis Alberto Spinetta: guitarras, bajos y voz.
- David Lebón: guitarra rítmica, guitarra solista y coros.
- Pomo Lorenzo: batería

13. «Tango cromado» (instrumental) - 2:27
- Luis Alberto Spinetta: guitarras.
- Leo Sujatovich Prophet 5.

## Músicos
- Luis Alberto Spinetta: guitarras, bajo, silbatos, voz y coros.
- David Lebón: bajo, guitarra solista, guitarra rítmica, tumbadoras, batería, percusión, voces y coros.
- Héctor Pomo Lorenzo: batería, timbaletas, percusión y platillos "voladores".
- Carlos Alberto Machi Rufino: bajo.
- Leo Sujatovich: Prophet-5 ,bajos y cuerdas OBX y bajo Multimoog.
- Gustavo Pires: piano Fender.
- Hugo Villarreal: bajo.

## Ficha técnica
- Arte de tapa: Sergio Pérez Fernández.
- Fotografía: Hernán Rolbón.
- Maqueta de ficha en foto de tapa: Raúl López.
- Técnico de grabación y mezcla: Gustavo Gauvry.
- Productor: Luis Alberto Spinetta.

## Nota interna del disco
Agradezco infinitamente la colaboración de los músicos que intervienen en este álbum, así como también el aporte de Charly García con su Ruchi Roland, Enrique Landaits con su Dimensión D y Beto Satragni con sus maravillosos silbatos. Una mención especial para la utilísima presencia del técnico Mariano López y de los hermanos Daniel y Juan Carlos Camacho. Gracias a todos.
Luis Alberto Spinetta